# Otto Gnaß
Otto Gnaß (* 27. August 1909 in Bartenstein, heute Bartoszyce; † 2. Oktober 1987) war ein deutscher Politiker der SPD. Von 1950 bis 1954 gehörte er dem Hessischen Landtag an.

## Leben
Nach dem Besuch der Volksschule absolvierte Gnaß eine Maurerlehre. Zwischen 1931 und 1933 trat er in den freiwilligen Arbeitsdienst ein, danach ließ er sich zum Holzkaufmann umschulen. 1936 wurde er technischer Betriebsleiter in einem Sägewerk. 1941 wurde er in den Kriegsdienst eingezogen und in Afrika eingesetzt, zwei Jahre später geriet er in US-amerikanische Kriegsgefangenschaft. Nach seiner Entlassung übernahm er 1946 eine Tätigkeit als Sägewerkarbeiter sowie den Vorsitz der Gemeinnützigen Wohnungs- und Siedlungsbaugenossenschaft in Korbach.

## Politik
1925 trat Gnaß in die SPD sowie die Gewerkschaft ein. 1947 wurde er Parteisekretär der SPD in Korbach. Von 1949 bis 1952 gehörte er dem Kreistag und danach bis 1960 dem Kreisausschuss an.
Bei der Landtagswahl 1950 wurde Gnaß über die Landesliste in den Hessischen Landtag gewählt, dem er eine Wahlperiode lang als Abgeordneter angehörte. Nach der Wahl 1954 schied er aus dem Parlament aus.
1954 war er Mitglied der 2. Bundesversammlung, welche Theodor Heuss im Amt des Bundespräsidenten bestätigte.